# Gorges de Diosso

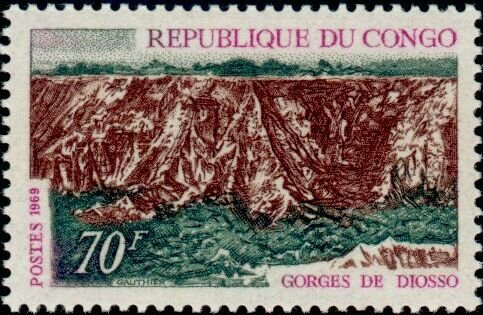
Timbre émis en 1968.

Les gorges de Diosso, situées dans le Kouilou au sud-ouest de la république du Congo, à 35 km de la ville de Pointe-Noire, figurent parmi les sites les plus visités de la région. Toutes proportions gardées, on les compare quelquefois à celles du Grand Canyon.

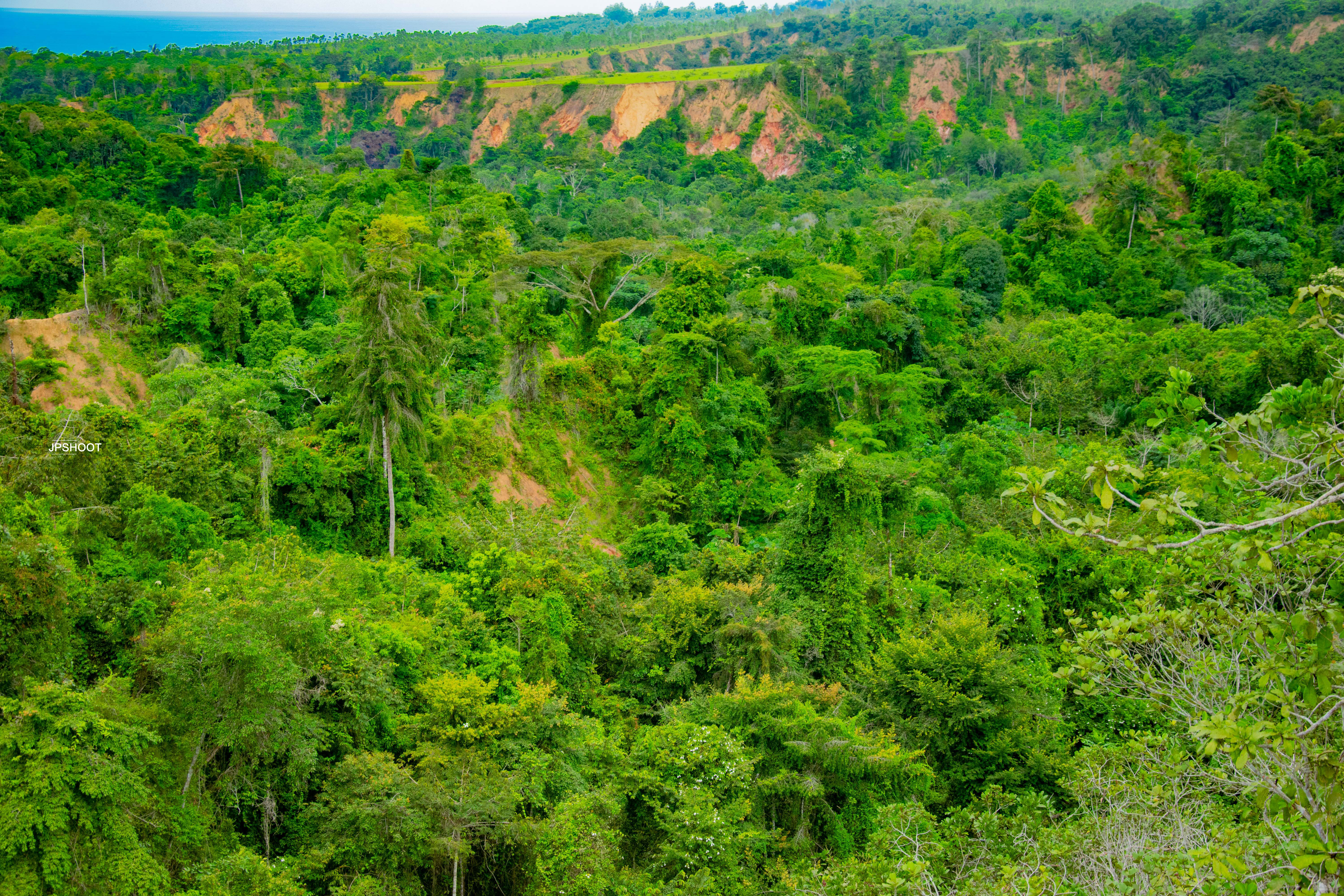
Végetation autour de la gorge de Diosso

Cette curiosité naturelle du Congo était creusée par les pluies de la côte atlantique qui ont "creusé de grands cirques dans la latérite friable.". 

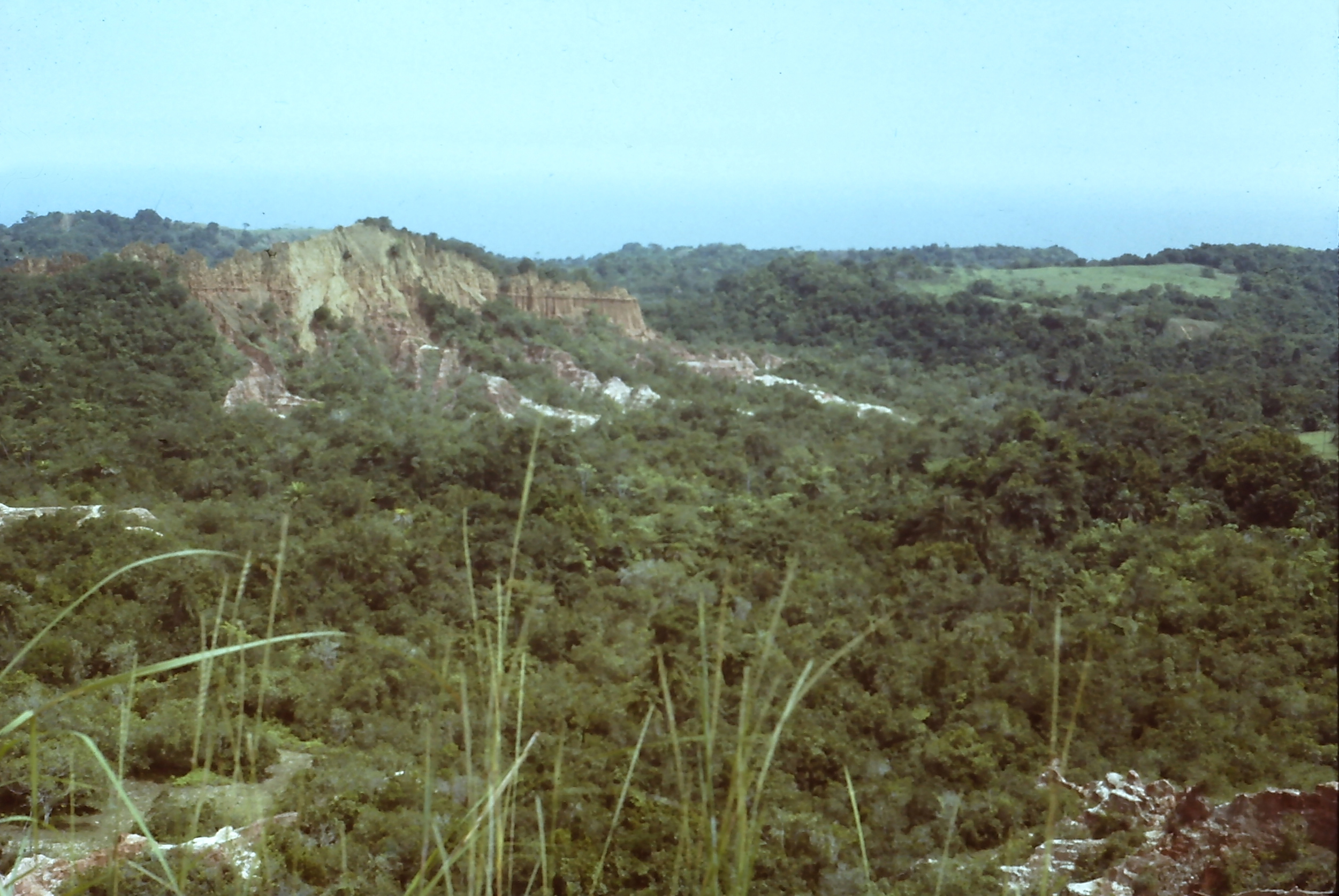
Les gorges en 1983.